# Ucciderò Willie Kid
Ucciderò Willie Kid (Tell Them Willie Boy Is Here) è un film western del 1969 diretto da Abraham Polonsky. Il film è stato girato in California.

## Trama
Il pellerossa Willie Kid uccide per legittima difesa il padre della sua ragazza. Dopo l'omicidio fugge con lei sulle montagne e viene inseguito dallo sceriffo Cooper e da alcuni cacciatori di taglie. 
Lo sceriffo viene chiamato a Riverside per fare da scorta al presidente Taft e affida a Calvert, uno dei cacciatori, il compito di proseguire la caccia.